# Chris Kappler
Chris Kappler (ur. 9 lutego 1967 w St. Charles), amerykański jeździec sportowy. Dwukrotny medalista olimpijski z Aten.
Startował w konkurencji skoków przez przeszkody. Największy sukces odniósł na igrzyskach w Atenach, zdobywając srebro w konkursie indywidualnym (wyprzedził go jedynie Rodrigo Pessoa) i złoto w rywalizacji drużynowej. W 2003 identyczne wyniki - złoto w drużynie i srebro indywidualnie - osiągnął podczas Igrzysk Panamerykańskich.

## Starty olimpijskie (medale)
Ateny 2004
- konkurs drużynowy (na koniu Royal Kaliber) -  złoto
- konkurs indywidualny (Royal Kaliber) -  srebro